# غاري كورت
غاري كورت هو لاعب هوكي الجليد كندي، ولد في 9 مارس 1947 في كيتشنر في كندا.

## وصلات خارجية
- غاري كورت على موقع دوري الهوكي الوطني (الإنجليزية)
- غاري كورت على موقع قاعة مشاهير الهوكي (لاعب أن.إتش.أل) (الإنجليزية)
- غاري كورت على موقع EliteProspects.com (الإنجليزية)
- غاري كورت على موقع HockeyDB.com (الإنجليزية)